# Salvador Campeny
Salvador Campeny fue un cantor y maestro de capilla español del siglo XVIII.

## Biografía
Gran parte de la información de su trayectoria musical es inédita pero se sabe que tras el fallecimiento del que era el maestro de capilla de la Catedral de Gerona, Gaspar Gilbert entre los años 1712 y 1713, fue elegido como el nuevo maestro de capilla Salvador Campeny mediante oposiciones el 27 de noviembre de 1713. En dicha oposición tuvo que mostrar su virtuosismo musical tanto en el canto figurado como en el canto gregoriano y sus técnicas a la hora de tocar la buccinam mayorem (trompa) y la fistulam graviorem (flauta grave).
Tras conseguir la plaza solo ejerció como maestro de capilla un mes y posteriormente abandonó Gerona. Tras generase una nueva vacante en el cargo, se volvieron a convocar nuevas oposiciones el 26 de diciembre de 1713, obteniendo la vacante Antonio Gaudí.
Posteriormente, durante el magisterio de Tomás Milans en la Catedral de Gerona, aparecen una serie de nombres de cantores en el Libro de Pagos del 31 de mayo de 1719. Entre los cantores se lee el nombre de Salvador Campeny, donde se indica que como integrante de los cantores de la capilla de música recibía 30 libras.